# Lulo Bank
Lulo Bank Es un banco digital colombiano con sede en Bogotá, fundado en junio de 2019. En 2021, recibió la autorización de la Superintendencia Financiera de Colombia para operar, convirtiéndose en la primera entidad del país certificada para funcionar sin sucursales físicas y con una infraestructura 100 % alojada en la nube.
Lulo Bank forma parte del Grupo Gilinski y fue producto de dos años de trabajo en los que se mezclaron tres ingredientes fundamentales: el conocimiento del negocio bancario, el emprendimiento y la tecnología.
En su comunicación oficial, Lulo Bank ha declarado que su principal propósito es transformar la industria bancaria.
Lulo Bank nació con una inversión inicial cercana a los 28 millones de dólares y Benjamín Gilinski fue designado como el presidente de su junta directiva.

## Historia
En 2019, el empresario Jaime Gilinski y su familia, con cerca de tres décadas en el negocio bancario, apostaron por la creación de un neobanco. Su objetivo fue el de construir  un emprendimiento que estuviera sintonizado con los desafíos del presente, totalmente digital. La idea consistió en emplear la experiencia acumulada en la banca para acompañarla de la mejor tecnología disponible y así darle vida a Lulo Bank.
En junio de 2019, Gilinski invitó a Santiago Covelli, un emprendedor colombiano con una amplia trayectoria en temas de transformación digital, a que se integrara al proyecto como CEO y comenzara a construir un equipo multidisciplinar para llevarlo a la realidad. Entre ellos, Natalia Jiménez Aristizábal que en el 2023 se convirtió en la CEO de Lulo X, una fintech spin off pin-off de Lulo Bank, que pretende impulsar el ahorro de dólares digitales a través de la tecnología.
El objetivo fue uno desde el principio: crear un banco que transformara las reglas de la industria, que a través de la tecnología pudiera ofrecer productos y servicios para que los usuarios se desarrollaran financieramente y tuvieran cambios positivos en sus vidas. 
El equipo partió de entender qué era lo que estaba afectando a los usuarios en su relación con la banca tradicional, a la que identificó como su principal competencia. Entonces concluyeron que esos ‘dolores’ que padecían las personas eran los costos altos, las cuotas de manejo innecesarias, las filas extensas en las sucursales y la complejidad en muchos de los trámites que requerían hacer de forma análoga.
El equipo de Lulo Bank estructuró una app desde la que, gracias a la tecnología, el usuario puede hacer todo lo que hace un banco tradicional pero de manera simple, segura y rápida. 